# La Ermita, Michoacán de Ocampo
La Ermita är en ort i Mexiko.   Den ligger i kommunen Turicato och delstaten Michoacán de Ocampo, i den södra delen av landet, 250 km väster om huvudstaden Mexico City. La Ermita ligger 1 154 meter över havet och antalet invånare är 2 533.
Terrängen runt La Ermita är lite bergig, och sluttar österut. Runt La Ermita är det ganska glesbefolkat, med 45 invånare per kvadratkilometer. Närmaste större samhälle är Tacámbaro de Codallos, 18,5 km norr om La Ermita. I omgivningarna runt La Ermita växer huvudsakligen savannskog.